# Trijntje Pieters Westra

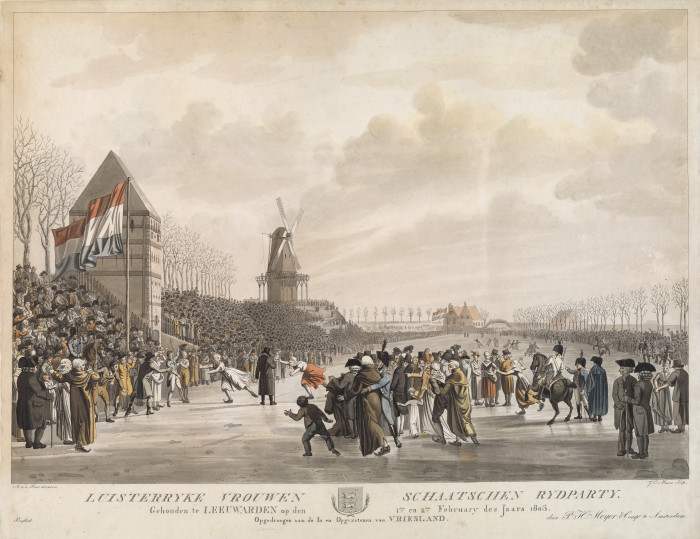
Druck von J.E. Marcus, der das erste Frauenrennen auf dem Eis („Luisterrijke Vrouwen Schaatschen Rijdparty“) im Jahr 1805 zeigt

Trijntje Pieters Westra, auch bekannt als Trijntje Pieters van Poppingawier, (* 7. Dezember 1783 in Gauw; † 3. September 1861 in Rauwerderhem) war die Siegerin des ersten offiziellen Eisschnelllauf-Wettbewerbs für Frauen in den Niederlanden.

## Biographie
Am 1. und 2. Februar 1805 wurde auf der Stadsgracht in Leeuwarden der erste in den Niederlanden offiziell veranstaltete Eisschnelllaufwettbewerb für Frauen ausgetragen, die „Luisterrijke Vrouwen Schaatsen Rijdpartij“ (übersetzt etwa „Glorreiche Frauen-Schlittschuhlauf-Fahrt“). Rund 130 Läuferinnen – ledig oder verheiratet – im Alter von 14 Jahren bis 51 Jahren hatten sich für das Rennen angemeldet, darunter auch die 21-jährige Trijntje Pieters Westra. Sie war eine Tochter von Maike Pieters und Pieter Reinders Westra und stammte von einem Bauernhof in Gauw in der Nähe von Sneek, ihrem Namen nach aus dem Weiler Poppingawier.
Zehn- bis zwölftausend Zuschauer waren gekommen, um sich das Rennen der Frauen anzuschauen. Der Wettbewerb wurde nach einem K.-o.-System ausgetragen: Jeweils zwei Läuferinnen traten gegeneinander über eine Strecke von rund 140 Metern an. Diese Strecke entsprach 38 koningsroeden, einem friesischen Längenmaß, bei dem eine koningsroede 3,91278 Meter entsprach. Ein Lauf dauerte bei Seitenwind circa 13 Sekunden. Als es dunkel wurde, war der Wettbewerb noch nicht beendet, weshalb er am folgenden Tag fortgesetzt wurde. Viele Teilnehmerinnen fuhren auf ihren Schlittschuhen nach Hause, um am kommenden Morgen zurückzukehren, selbst wenn sie weiter weg wohnten.
Um 1800 war es in den nördlichen Provinzen der Niederlande für Frauen tägliche Selbstverständlichkeit, Schlittschuh zu laufen, insbesondere für die Ehefrauen und Töchter von Binnenschiffern, Bauern und Landarbeitern. Im Winter, wenn die Straßen unpassierbar waren, fuhren sie auf Schlittschuhen über das Eis, um ihre täglichen Arbeiten zu erledigen. Schlittschuhlaufen wurde aber auch als eine Freizeitgestaltung angesehen, die für Männer sowie für Frauen gleich zugänglich war. Gelegentlich nahmen Frauen in kleinen Gruppen auch an Wettbewerben über längere Strecken teil. So legten im Jahr 1801 zwei Frauen bei einem Rennen in Groningen 30 Meilen in zwei Stunden zurück.
Das Finale des Rennens in Leeuwarden wurde zwischen der 16-jährigen Janke Wybes aus Damwoude und Trijntje Pieters Westra ausgetragen. Trijntje gewann das Rennen und erhielt als Siegespreis einen goldenen Oorijzer (metallener Reif zum Befestigen des Häubchens, Teil der Volkstracht) im Wert von 105 Gulden. Janke Wybes gewann eine Kette aus Korallen mit einer goldenen Schließe, im Wert von 31 Gulden. Die Ehrenpreise wurden im Rahmen einer feierlichen Veranstaltung und in Anwesenheit zahlreicher Würdenträger im Großen Saal des Hotels De Doelen verliehen. Pieter Roelofs, Kurator des Rijksmuseums Amsterdam, in dem sich zahlreiche Gemälde mit dem Motiv Eisschnelllauf befinden, schreibt dazu: „Das Rennen von 1805 hinterließ einen unauslöschlichen Eindruck bei vielen Menschen. Allein die Tatsache, dass Frauen über den zugefrorenen Kanal sausten, unterstrich die althergebrachte Ansicht, dass auf dem Eis alle gleich sind, und die ausgelassene Kameradschaft, die das Ereignis auslöste, wurde weithin gepriesen.“
Es ist nicht bekannt, ob Trijntje Westra danach weitere Rennen bestritten hat. Im Jahr 1806 heiratete sie in Terzool den Bauern Ysebrand Tomes Boersma (1781–1826). Aus dieser Ehe gingen mindestens zwei Söhne und eine Tochter hervor. Trijntje Westra starb im Alter von 77 Jahren in Rauwerderhem.